# DeepL
DeepL [diːpˈʔɛɫ] (für Deep Learning) ist ein Onlinedienst für maschinelle Übersetzung, der von dem Unternehmen DeepL  mit Sitz in Köln betrieben wird.

## Übersetzungstechnik
DeepL verwendet wie andere automatisierte Übersetzungsdienste neuronale Netze, die mithilfe zahlreicher frei verfügbarer Sprachübersetzungen trainiert werden.
Frühe Presseberichte legten nahe, dass DeepL ursprünglich auf einer Architektur mit Convolutional Neural Networks (CNN) beruhten.
Die meisten öffentlich verfügbaren Übersetzungssysteme setzen nach 2017 Transformationsarchitektur ein.
Nach Angaben der Betreiber benutzt DeepL ebenfalls Teile der Transformationsarchitektur wie Aufmerksamkeits-Mechanismen, allerdings mit spezifischen Anpassungen zu anderweitig benutzten Formen der Transformationsarchitektur.

## Nutzung
Eine kostenlose Übersetzung mit DeepL war bis Januar 2023 bis zu einer Textlänge von 5.000 Zeichen möglich. Inzwischen wurde dies in zwei Stufen auf 1500 Zeichen (auf PCs) bzw. 3000 Zeichen (in der Mobile App) reduziert.
Auch bis zu drei Dokumente in den Formaten PDF, Word im .docx-Format sowie PowerPoint-Präsentationen im .pptx-Format werden pro Monat übersetzt – falls das Dokument weniger als 100.000 Zeichen umfasst. Fußnoten, Formatierungen und eingebettete Bilder bleiben dabei erhalten.

### Kostenpflichtiges Abo
Das seit März 2018 zur Verfügung stehende kostenpflichtige Abonnement DeepL Pro für professionelle Übersetzer, Unternehmen und Entwickler besitzt eine Programmierschnittstelle und eine Software-Erweiterung für CAT-Tools, darunter SDL Trados Studio. Übersetzte Texte werden im Gegensatz zur kostenlosen Version nicht gespeichert, die Beschränkung der Textlänge im Eingabefeld auf 1500 bzw. 3000 Zeichen fällt weg. Das Preismodell sieht eine monatliche Grundgebühr vor, die eine festgelegte Textmenge einschließt. Darüber hinausgehende Texte werden nach der Anzahl der Zeichen berechnet.
Im Oktober 2018 wurde das Preismodell überarbeitet. Neben dem kostenlosen Modell stehen drei Pro-Optionen zur Wahl für 7,49 €, 24,99 €, 49,99 € im Monat bei jährlicher Abrechnung. Bei monatlicher Kündbarkeit erhöht sich der Preis jeweils um 16 %.
Die Dienstleistungen werden zertifiziert erbracht gemäß den Normen ISO 27001 sowie SOC 2 Typ 2.

### Kostenpflichtige Schnittstelle
Kommerzielle Kunden können eine kostenpflichtige Programmierschnittstelle verwenden und DeepL darüber in eigene Software einbetten. Zusätzlich finanziert sich DeepL über eingeblendete Werbung auf der Schwesterwebsite linguee.com.

### Mobile App
Seit April 2021 wird der DeepL-Übersetzer als App für das iOS-Betriebssystem angeboten.
Ende Januar 2022 wurde die App für Android-Geräte veröffentlicht.

## Geschichte
Der erste DeepL Translator wurde 2016 und 2017 vom Unternehmen Linguee, von einem Team um den Technischen Direktor Jarosław Kutyłowski, entwickelt. Hierzu setzten die Forscher von Anfang an auf das Training von neuronalen Netzen, die selbstständig aus einer großen Menge von Übersetzungen lernen, die vorrangig von Webcrawlern im frei verfügbaren Internet gefunden wurden. Auch konnten nach Angaben des Unternehmens vor der Veröffentlichung viele Verbesserungen an der Architektur von neuronalen Übersetzungsnetzen erreicht werden.
Im August 2017 wurde der DeepL Translator in den Sprachen Englisch, Deutsch, Französisch, Spanisch, Italienisch, Polnisch und Niederländisch zum kostenlosen Gebrauch online gestellt. Zum Training wurden die Server des Unternehmens Verne in Island mit 5,1 PetaFLOPS verwendet. Bereits bei seiner Veröffentlichung soll der Dienst eigenen Angaben zufolge in Blindstudien die Angebote der Konkurrenz (u. a. Google Translate, Microsoft Translator und Facebook) übertroffen haben. Im März 2018 stellte DeepL eine Programmierschnittstelle vor, mit der Anwendungen Zugriff auf die Übersetzungen erhalten. Außerdem konnten seitdem Microsoft-Office-Dokumente übersetzt werden. Im Jahr 2019 stellte DeepL Apps für Windows und macOS vor. Seit 2024 ist der DeepL Translator in 31 Sprachen verfügbar, neben fast allen Amtssprachen der Europäischen Union (EU) auf Chinesisch, Japanisch, Indonesisch und Russisch. Von den 24 Amtssprachen der EU fehlen Irisch-Gälisch, Luxemburgisch, Kroatisch und Maltesisch.
Das Unternehmen DeepL wuchs von 22 Beschäftigten (2017) auf über 400 Beschäftigte (2022) und schließlich über 900 Beschäftigte (2024). Bei der Finanzierungsrunde Ende 2022 wurde das Unternehmen zum Einhorn, also einem Startup mit einer Unternehmensbewertung von über einer Milliarde US-Dollar. Die Finanzierungsrunde, welche zur Milliardenbewertung führte, wurde von den US-Investoren IVP und Bessemer sowie dem europäischen Investor Atomico des Skype-Gründers Niklas Zennström durchgeführt. Im Mai 2024 erhielt DeepL in einer weiteren Finanzierungsrunde 300 Millionen Dollar, um sein laufendes Wachstum zu finanzieren; dabei wurde das Unternehmen mit zwei Milliarden US-Dollar bewertet. Geführt wird die Runde von Index Ventures; außerdem beteiligen sich unter anderem ICONIQ Growth und Teachers’ Venture Growth sowie die bestehenden Investoren IVP, Atomico und WiL an der Kapitalerhöhung.

### Einführung verschiedener Sprachen
| Datum         | Sprache |
| ------------- | --- |
| 28. Aug. 2017 | Deutsch, Englisch, Französisch, Italienisch, Niederländisch, Polnisch, Spanisch                                                                 |
| 5. Dez. 2018  | Portugiesisch, Russisch |
| 19. März 2020 | Chinesisch (vereinfacht), Japanisch |
| 2. Apr. 2020  | Portugiesisch (brasilianisch) |
| 24. Aug. 2020 | Englisch (amerikanisch, britisch) |
| 16. März 2021 | Bulgarisch, Dänisch, Estnisch, Finnisch, Griechisch, Lettisch, Litauisch, Rumänisch, Schwedisch, Slowakisch, Slowenisch, Tschechisch, Ungarisch |
| 25. Mai 2022  | Indonesisch, Türkisch |
| 14. Sep. 2022 | Ukrainisch |
| 31. Jan. 2023 | Koreanisch, Norwegisch (Bokmål) |
| 25. Jan. 2024 | Arabisch |
| 24. Juli 2024 | Chinesisch (traditionell) |